# Lasser von Zollheim

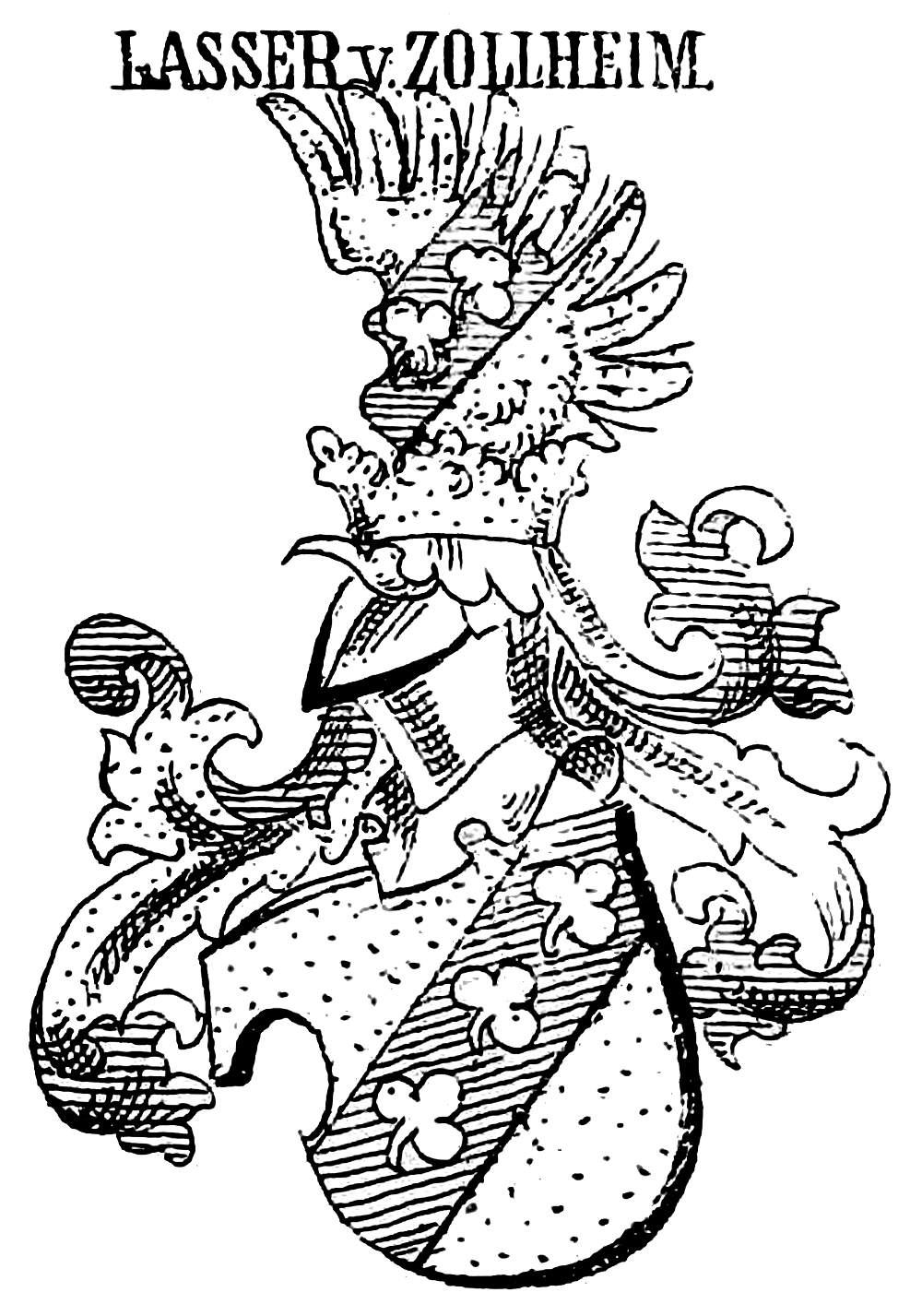
Stammwappen der Lasser von Zollheim

Die Familie Lasser zu Zollheim war ein osttirolisch-salzburgisches Adelsgeschlecht.

## Geschichte
Die Lasser waren Salzburger Patrizier und gehörten auch dem Landstand des Erzstiftes Salzburg an. Lorenz Hübner rechnete sie 1796 zur dritten Klasse des inländischen Adels: „die Landleute, welche eigentlich Patrizier sind, und gewisse Vorzüge und Freyheiten genießen.“
Rupert Lasser, 1525 Bürgermeister von Salzburg, baute das Kirchhofgut Niederalm zu dem Schloss Lasseregg aus. Kaiser Maximilian I. verlieh 1514 ein Wappen.
Wolf von Lasser war von 1541 bis 1558 Bürgermeister von Salzburg. Die Lasser von Zollheim waren von 1597 bis 1804 die Pfleger der salzburgischen Güter in Tirol mit Sitz in Windisch-Matrei. Der ehemalige Ansitz der Lasser in Zollhaim, Gemeinde Matrei in Osttirol besteht heute noch.
Wolfgang Adam Lasser erhielt am 9. Juli 1574 einen Wappenbrief. Wolfgang Andreas Lasser, Pfleger zu Windisch-Matrei, und Johann Adam Lasser († 1734 zu Friesach in Kärnten), salzburgischer Rat und Vizedomamts-Verweser wurden vom Kaiser Joseph I. am 30. November 1708 mit dem Prädikat „von Zollhaimb“ in den Reichsritterstand erhoben. Am 20. März 1867 wurde das Geschlecht in den Freiherrenstand erhoben.
Die Salzburger Zweige Lasser von Lasseregg und Lasser von Marzoll sind erloschen, die freiherrliche Linie ist im 16. Jahrhundert nach Kurmainz ausgewandert.

## Wappen

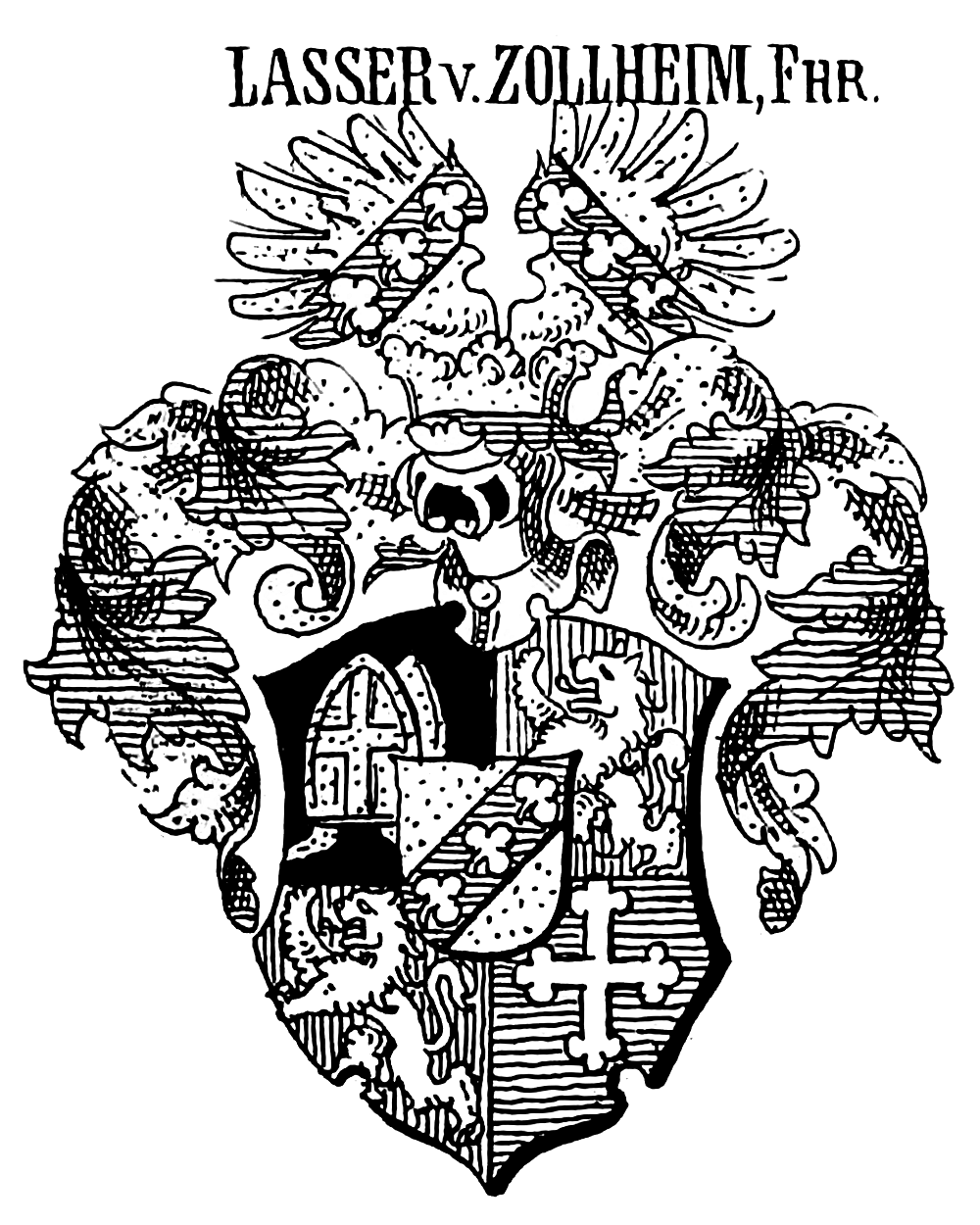
Freiherrenwappen der Lasser von Zollheim

- Das Stammwappen zeigt in Gold einen mit drei bestängelten silbernen Kleeblättern hinter einander belegten schräglinker Balken. Auf dem Helm mit blau-goldenen und blau-silbernen Decken ein goldener Flug, belegt mit dem Schildbild.
- Das Freiherrenwappen: Quadriertes Schild mit dem Stammwappen im Mittelschild. Feld 1 in Schwarz eine altertümliche, goldene Bischofsmütze mit Rückenbändern, 2 und 3 in Rot ein rechts gekehrter, doppelt geschwänzter silberner Löwe mit ausgeschlagener roter Zunge, 4 in Blau ein hohes silbernes Kleeblattkreuz. Freiherrnkrone, Gekrönter Helm mit offenem goldenem Adlersflug, der rechts mit einem schräglinken, links mit einem schrägrechten, wie im Mittelfeld gelegten blauen Balken überzogen ist. Helmdecken rechts blau-golden, links blau-silbern. Schildhalter: zwei einwärts sehende natürliche Steinböcke auf einer goldenen Arabeskenverzierung; Devise: Trau der Treu.

## Persönlichkeiten
- Wolf von Lasser, Bürgermeister von Salzburg (1541–1558)
- Josef Lasser von Zollheim (1815–1879), österreichischer Staatsmann, mehrmaliger Minister, Statthalter von Tirol, Autor des Bauernbefreiungsgesetzes von 1848
- Johann Baptist Lasser von Zollheim (1822–1889), österreichischer Ordenspriester und Abt von Lambach